# 四川丝带藓
四川丝带藓（学名：Floribundaria setschwanica）为蔓藓科丝带藓属下的一个种。